# Sea Leopard Patch
Das Sea Leopard Patch (englisch für Seeleopardenstelle, in Chile Bajo Leopardo) ist eine Untiefe im Archipel der Südlichen Shetlandinseln. Im Zentrum des Naturhafens Visca Anchorage von King George Island liegt sie mindestens 18 m unter dem Meeresspiegel.
Wissenschaftler der britischen Discovery Investigations kartierten sie im Jahr 1927 und benannten sie nach dem Seeleoparden (lateinisch Hydrurga leptonyx).